# 沙地叶下珠
沙地叶下珠（学名：Phyllanthus arenarius）为大戟科叶下珠属下的一个种。

## 扩展阅读
- 維基物種上的相關：沙地叶下珠